# Universidad Nacional Experimental Politécnica de la Fuerza Armada
La Universidad Nacional Experimental Politécnica de la Fuerza Armada Nacional Bolivariana (UNEFA) es una universidad pública militar de Venezuela, creada por decreto del entonces presidente Hugo Chávez el 26 de abril de 1999. Inicialmente se había creado como Instituto Universitario en 1974, por el expresidente Rafael Caldera bajo el Instituto Universitario Politécnico de las Fuerzas Armadas Nacionales (IUPFAN). 
La sede principal de la UNEFA se encuentra en la ciudad de Caracas, con otras sedes en Maracay, Maracaibo, Valencia, Barinas y demás ciudades venezolanas. Está adscrita a la Fuerza Armada Nacional Bolivariana (FANB), dependiente legal y administrativamente por el Ministerio de la Defensa de Venezuela, que forma profesionales civiles y militares universitarios a nivel superior; bajo una visión de investigación y desarrollo tecnológico, orientada a la defensa integral de la nación, en los ámbitos de las ciencias aplicadas.
También da formación educativa de especializaciones, maestrías y diversos cursos de extensión y diplomados.

## Historia
El 16 de agosto de 1973, por orden del presidente Rafael Caldera y resolución del Ministerio de la Defensa, se nombró una Comisión con el objetivo de que se realizara y presentara un Proyecto de Creación para una Universidad Experimental de las Fuerzas Armadas, tomando como base la integración de las disciplinas de carácter universitario que en esos momentos se impartían en tres Escuelas: Escuela de Ingeniería Militar del Ejército, que formaba Ingenieros Civiles; Escuela de Comunicaciones y Electrónica del Ministerio de la Defensa, que formaba  Ingenieros Electrónicos, y la Escuela de Postgrado de la Armada, que formaba ingenieros mecánicos e ingenieros electricistas.
Esa comisión entregó una ponencia que el Ministerio de la Defensa remitió al Ministerio de Educación y al Consejo Nacional de Universidades para su estudio y discusión; coordinación interministerial esta que recomendó al Poder Ejecutivo, el 21 de noviembre de 1973, la creación del Instituto Universitario Politécnico de las Fuerzas Armadas Nacionales (IUPFAN).
El 3 de febrero de 1974 el presidente Rafael Caldera, mediante Decreto n.º 1.587, y en ejercicio que le confería el ordinal 22 del Art. 190 de la Constitución Nacional, y de conformidad con lo dispuesto en el parágrafo único del Art. 2 del Reglamento de los Institutos Universitarios, previa opinión favorable del Consejo Nacional de Universidades, decretó la creación del IUPFAN, con sede principal en la Región Capital y núcleos en los lugares del país que fueran requeridos por las Fuerzas Armadas.  

La fecha de promulgación del Decreto Presidencial que significó el nacimiento legal del IUPFAN (como una escuela de Ingeniería), se eligió para hacerla coincidir con el natalicio del Gran Mariscal de Ayacucho "Antonio José de Sucre", por figurar en la historia como el primer venezolano que ejerció el cargo de Comandante de Ingenieros en los primeros tiempos de la gesta independentista, y según la tradición, es considerado como el Primer Ingeniero nacido en Venezuela.

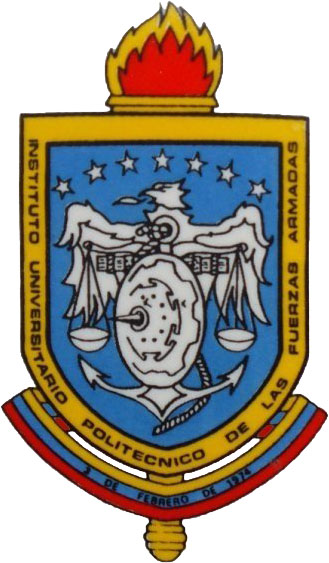
Escudo original del IUPFAN.

El 5 de octubre de 1998, el Consejo Nacional de Universidades, mediante Resolución n.º 28 publicada en Gaceta Oficial n.º 36.583 el 17 de noviembre de 1998, emitió opinión favorable a la transformación académica de la institución. El 26 de abril de 1999 el presidente Hugo Chávez, mediante el Decreto n.º 115 y en Consejo de Ministros, decretó la creación de la Universidad Nacional Experimental Politécnica de la Fuerza Armada Nacional Bolivariana (UNEFA), con sede principal en la Región Capital y núcleos en lugares del país requeridos por las Fuerzas Armadas.

## Estructura de la Universidad

### Sede principal
La sede principal de la UNEFA, está ubicada en la ciudad de Caracas, Edif. UNEFA , Chuao. Centro Banaven
Desde mayo de 2015; para adaptarse a la organización territorial de la Fuerza Armada Nacional Bolivariana, se establecieron Vicerrectorados Regionales en Los Andes, Occidente, Los Llanos, Centro, Oriente (e Insular), Guayana. 
- Carreras ofrecidas:

1. Ingeniería Aeronáutica
2. Ingeniería Civil
3. Ingeniería Eléctrica
4. Ingeniería Electrónica
5. Ingeniería Mecánica
6. Ingeniería de Sistemas
7. Ingeniería de Telecomunicaciones
8. Licenciatura en Administración de Desastres y Gestión de Riesgos
9. Licenciatura en Administración y Gestión Municipal
10. Licenciatura en Economía Social
11. Licenciatura en Educación Integral
12. Licenciatura en Enfermería (Ampliación - Hospital Militar)
13. Licenciatura en Contaduría Pública
14. Licenciatura en Turismo
15. TSU en Análisis y Diseño de Sistemas
16. TSU en Comunicaciones y Electrónica
17. TSU en Enfermería
18. TSU en Hotelería
19. TSU en Mecánica Dental
20. TSU en Turismo

### Núcleos universitarios
- Aragua Sede en Maracay; Extensiones: Cagua, La Colonia Tovar y San Casimiro.

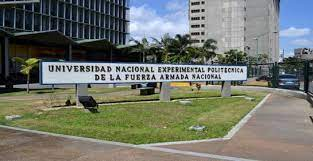
UNEFA sede Principal (Caracas)

- Apure: Sede en San Fernando de Apure.

- Anzoátegui: Sede en San Tomé; Extensiones: Puerto Píritu .
- Barinas: Extensiones: Sabaneta y Libertad.
- Bolívar: Sede en Puerto Ordaz; Extensiones: Ciudad Bolívar, Santa Elena de Uairén y Upata.
- Carabobo: Sedes en Valencia y Puerto Cabello; Extensiones: Naguanagua, La Isabelica, Guacara y Bejuma.
- Cojedes: Sede en Tinaquillo.
- Delta Amacuro: Sede en Tucupita.
- Distrito Capital: Sede en Caracas.
- Falcón: Sede en Coro; Extensión: Punto Fijo.
- Guárico:Sede en Tucupido Extensiones: El Socorro, Camaguán y Zaraza.
- Lara: Sede en Barquisimeto.
- La Guaira: Sede en la La Guaira.
- Mérida: Sede en Ciudad de Mérida; Extensión: Tovar.
- Miranda: Sedes en Los Teques y Guatire; Extensiones: Santa Teresa del Tuy, Ocumare del Tuy, Río Chico y Caucagua.
- Monagas: Sede en Aragua de Maturín.
- Nueva Esparta: Pampatar; Juan Griego.
- Portuguesa: Sede en Guanare; Extensiones: Turén, Acarigua y Boconoíto.
- Sucre: Sede en Cumaná; Extensión: Carúpano.
- Táchira: Sede en San Cristóbal; Extensión: La Fría.
- Trujillo: Sede en Betijoque.
- Yaracuy: Sede en Nirgua; Extensión: San Felipe
- Zulia: Sede en Maracaibo; Extensión: municipio San Francisco.

### Núcleo Barinas
- Carreras ofrecidas:

1. Ingeniería de Azúcar
2. Ingeniería Civil
3. Ingeniería Eléctrica
4. Ingeniería de Gas
5. Ingeniería Mecánica
6. Ingeniería de Petróleo
7. Licenciatura en Administración y Gestión Municipal
8. Licenciatura en Administración de Desastres y Gestión de Riesgos
9. Licenciatura en Enfermería
10. T.S.U en Enfermería
11. T.S.U. en Análisis y Diseño de Sistemas

### Núcleo Carabobo

#### Extensión Naguanagua
En febrero del año 2005 la universidad inicia sus actividades en la ciudad de Naguanagua. Durante décadas la fuerte demanda de educación superior pública en esta entidad la había dominado la única universidad autónoma de la región (Universidad de Carabobo), la UNEFA llega para ayudar en la labor de ofertar a la Región Central del país educación pública gratuita y de calidad. En la actualidad la demanda de cupos a esta casa de estudios se encuentra en crecimiento, además está en proceso de expansión ya que en el año 2006 se abrieron dos extensiones en la localidad, una en La Isabelica y la otra en Guacara. Las carreras ofrecidas en la Sede Naguanagua son del área de Ingeniería, Ciencias Sociales y Ciencias de la Salud. Además es la única universidad en ofrecer Ingeniería de Petróleo, en el centro del país (junto a la UCV) y la primera en ofertar Ingeniería Petroquímica.
- Carreras ofrecidas:

1. Ingeniería Civil
2. Ingeniería de Telecomunicación
3. Ingeniería de Petróleo
4. Ingeniería Petroquímica
5. Licenciatura en Administración y Gestión Municipal
6. Licenciatura en Economía Social
7. T.S.U en Enfermería
8. Medicina Integral comunitaria

Esta extensión está ubicada en la Urbanización Las Quintas de Naguanagua. Avenida Salvador Feo La Cruz con Calle La Paz, Antiguo C.C.P. La Paz a pocos metros de la avenida Valencia, detrás de las canchas Don Bosco.

#### Extensión La Isabelica-Valencia
Esta extensión nació desde el año 2006 para dar apoyo a la sede principal de Valencia, ubicada en el municipio Naguanagua, al norte de la ciudad. Alberga alrededor de 5000 estudiantes en tres turnos (mañana, tarde y noche) desde las 7 de la mañana hasta las 9 y 30 de la noche.
Está ubicada en la zona industrial más importante de Venezuela, "La Isabelica" en la Av. Industrial, antiguo C.C. Punto Sur, Parroquia Rafael Urdaneta, Valencia Estado Carabobo. 
Ofrece carrera a través del sistema de Aprendizaje Autogestionado Asistido, tales como:
1. Ingeniería Civil
2. Ingeniería de Petróleo
3. Ingeniería Petroquímica
4. Licenciatura en Administración de Desastres y Gestión de Riesgos
5. T.S.U. en Enfermería

#### Extensión Guacara
Esta extensión nació desde el año 2006, junto con la Extensión La Isabelica, siendo la más nueva de las extensiones de la Zona metropolitana de Valencia. 
Está ubicada en la carretera nacional Guacara-San Joaquín. Diagonal a la urbanización Loma Linda.
- Carreras ofrecidas:

1. Ingeniería Electrónica
2. Ingeniería Mecánica
3. Ingeniería de Sistemas
4. Ingeniería de Telecomunicaciones
5. Licenciatura en Administración y Gestión Municipal
6. Licenciatura Educación Integral
7. Licenciatura en Economía Social
8. Licenciatura en Administración de Desastres
9. T.S.U en Análisis y diseño de sistemas

### Núcleo Falcón

#### Sede Coro
La UNEFA en Coro abrió sus puertas el 25 de noviembre de 2004, ubicando su edificio sede en el complejo residencial "Juan Crisóstomo Falcón", creado por la presidencia de la República quien para ese entonces era presidida por Hugo Rafael Chávez Frías, en conjunto con el entonces gobernador del estado Falcón, el ciudadano Jesús Montilla. Su estructura física fue donada por el ejecutivo regional y conforma la tercera institución universitaria más importante de la ciudad; por detrás de la Universidad Nacional Experimental Francisco de Miranda (UNEFM) y la Universidad Politécnica Territorial Alonso Gamero (UPTAG). Ha tenido un gran crecimiento estudiantil en los últimos años. El actual Decano de este Núcleo, es el Magíster Jesús Julián Hurtado, quien asumió las riendas de esta institución el año 2018. 
- Carreras ofrecidas:

1. Ingeniería Petroquímica.
2. Ingeniería de Sistemas.
3. Ingeniería de Telecomunicaciones.
4. Licenciatura en Economía Social.
5. Licenciatura en Administración de Desastres y Gestión de Riesgos.
6. Licenciatura en Educación Integral.
7. Licenciatura en Administración y Gestión Municipal.
8. T.S.U. en Turismo.

#### Extensión Punto Fijo

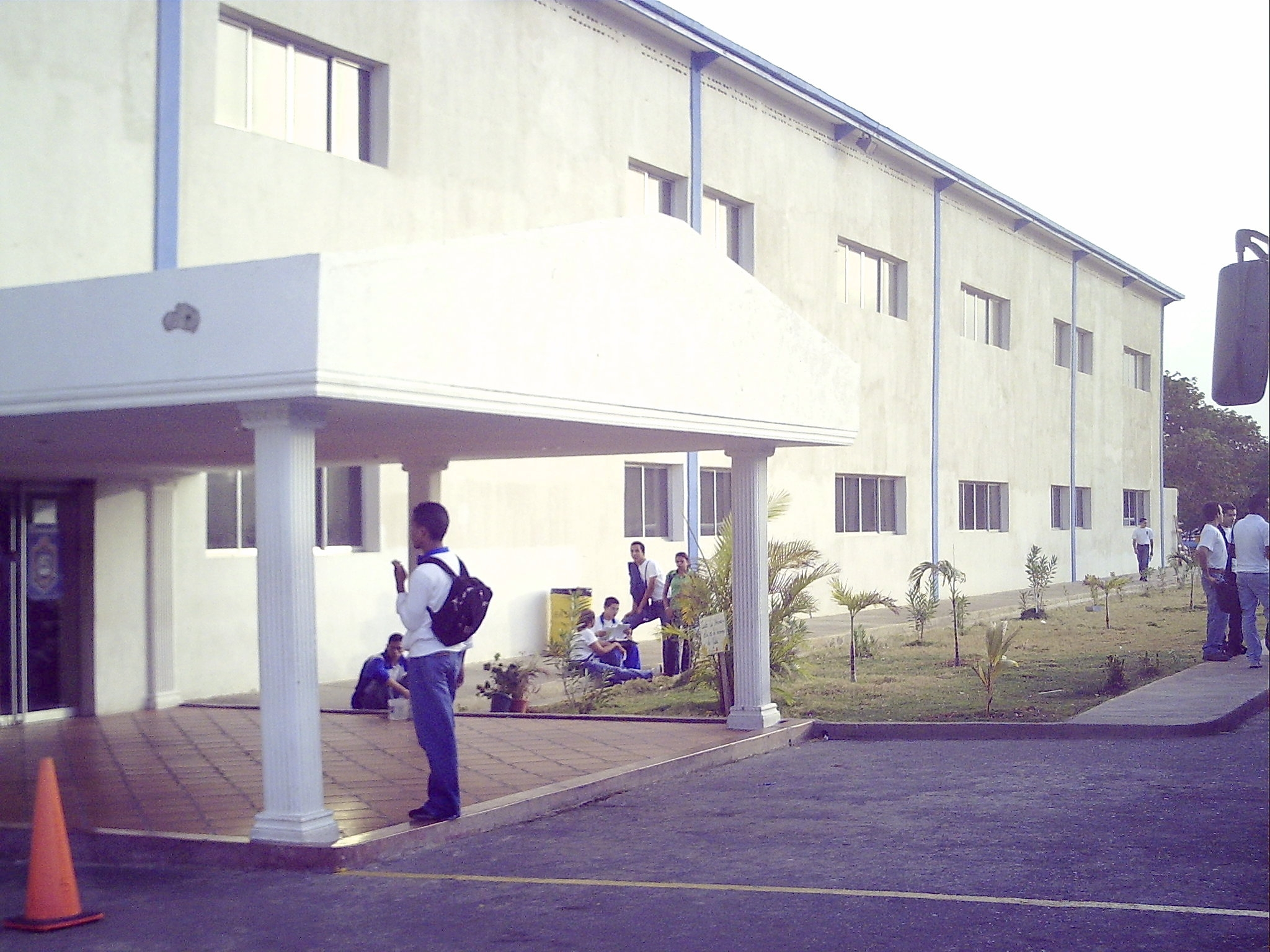
UNEFA Extensión Punto Fijo.

La Universidad Nacional Experimental Politécnica de la Fuerza Armada Nacional Bolivariana, abrió sus puertas al estudiantado, en Punto Fijo, el día 19 de septiembre del año 2006, con una matrícula de 1000 estudiantes. Y fue inaugurada por el presidente de la República Hugo Rafael Chávez Frías, el 5 de noviembre del mismo año. La sede y las instalaciones fueron cedidas por PDVSA, con el apoyo de los trabajadores del CRP para su crecimiento progresivo. Cuenta con más de 1.000 estudiantes que se encuentran activos a través del Plan Universidad en Casa implementado por la aparición del COVID-19.
La extensión de la universidad se encuentra en la Avenida 6 con avenida 12. Urbanización Comunidad Cardón, frente al parque zoológico Paraguaná. Su actual director es el profesor Jesús Ramírez Ruiz, en el cargo desde el año 2019.
- Carreras ofrecidas:

1. Ingeniería Naval.
2. Ingeniería Petroquímica.
3. Ingeniería de Sistemas.
4. Licenciatura en Economía Social.
5. T.S.U. en Enfermería.
6. T.S.U. en Turismo.

### Núcleo Táchira

#### Extensión San Cristóbal
El Núcleo Táchira de la UNEFA tiene su sede en San Cristóbal, Estado de Táchira.
Antiguamente la sede de la UNEFA estaba en la Av. Las Pilas, al lado de Colegio de Contadores Públicos. Urb. Pueblo Nuevo, antiguo Liceo Juan Maldonado. Debido a las protestas del 2014, esa sede fue destruida y ahora la UNEFA se encuentra situada en la sede de CANTV en la Av. Bella Vista, Urb. Pueblo Nuevo.
- Carreras ofrecidas:

1. Ingeniería Civil.
2. Ingeniería Eléctrica.
3. Ingeniería de Sistemas.
4. Licenciatura en Administración y Gestión Municipal.
5. Licenciatura en Economía Social.
6. Licenciatura en Turismo.

#### Extensión La Fría
- Carreras ofrecidas:

1. T.S.U en Enfermería
2. T.S.U en Análisis en sistemas
3. Licenciado en Administración de desastres

### Núcleo Zulia

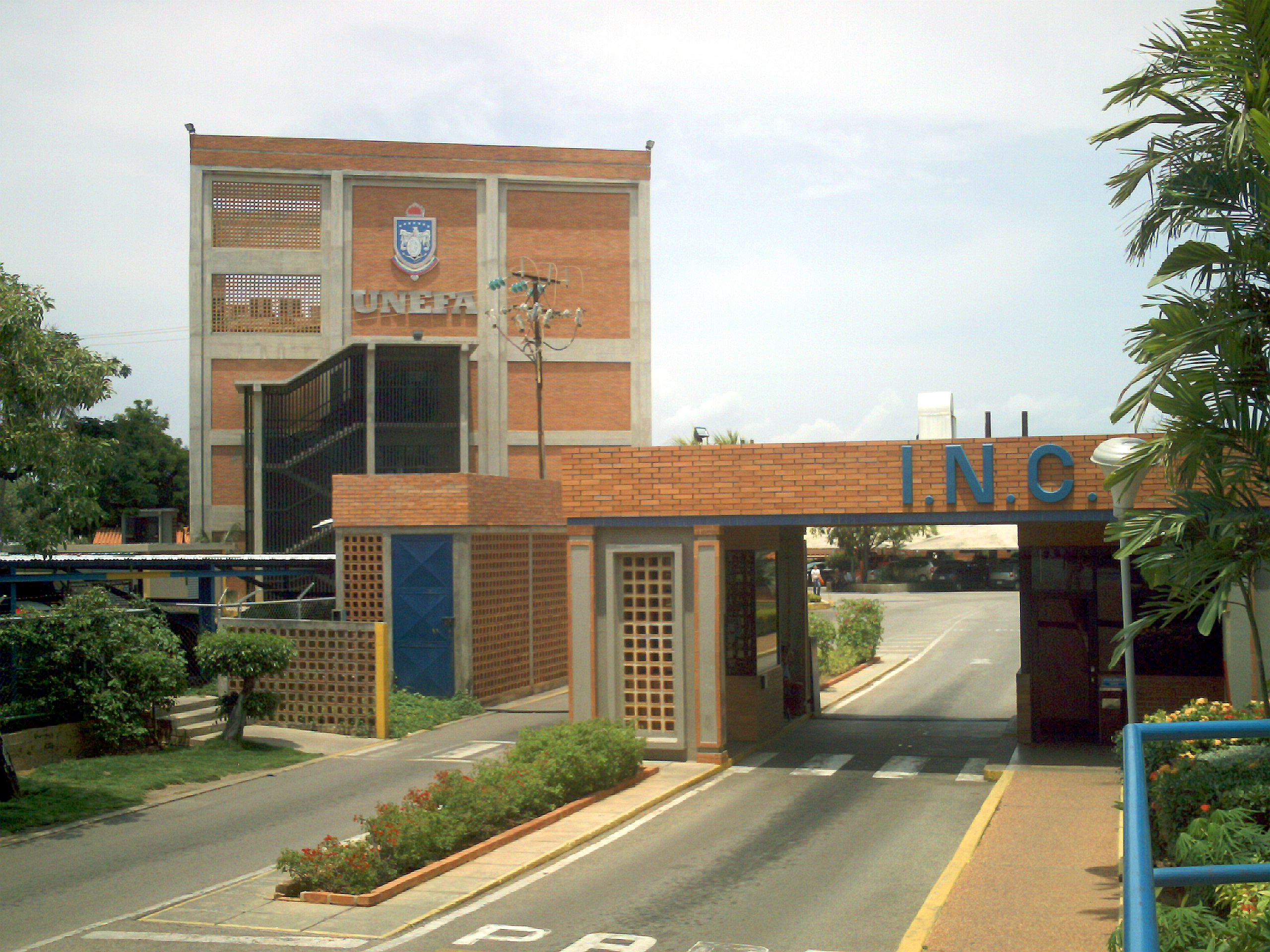
UNEFA en el estado Zulia.

El Núcleo Zulia de la UNEFA tiene su sede en Maracaibo, Estado Zulia.
Se encuentra ubicada en la avenida N.º 2 Milagro, al lado del INC, sector Cotorrera. Maracaibo.
1. Ampliación Maracaibo en la Torre Sur del Banco Central de Venezuela, al frente de la Plaza Bolívar de la ciudad.
2. Ampliación Sierra Maestra en el Núcleo Universitario "Almidien Moreno Acosta", en Sierra Maestra, Municipio San Francisco del Estado Zulia.
3. Ampliación Mara en la aldea universitaria de la Misión Sucre en Nueva Lucha.

- Carreras ofrecidas:

1. Ingeniería Naval.
2. Ingeniería Petroquímica.
3. Ingeniería de Sistemas.
4. Ingeniería en Telecomunicaciones.
5. Licenciatura en Administración de Desastres y Gestión de Riesgos.
6. Licenciatura en Administración y Gestión Municipal.
7. Licenciatura en Economía Social.
8. TSU en Turismo.

## Autoridades
- Rector: Mayor General Ricardo Nicodemo Ramos
- Vicerrector Académico: Cnel. Simón Francisco León Correa
- Vicerrector Administrativo: VA Freddy Lozada Peraza
- Secretaria General: MSc. Jasvelin Múnich Benítez
- Vicerrector de Asuntos Sociales y Participación Ciudadana: Lcdo. Marlon Junior Acuña Lezama
- Vicerrector de Defensa Integral: GB José Luis Moncada Moncada
- Vicerrector de Investigación y Desarrollo: Dr. Miguel Álvarez

Vicerrectores por regiones:
- Vicerrector Región Capital: C/A (RA) Andrés Román Acosta
- Vicerrector Región Occidente: General de División (RA) Jesús Antonio Bermúdez Hernández
- Vicerrector Región Central: Cap. Juan Carlos Otaiza Castillo
- Vicerrector Región Los Llanos: Vicealmirante José Amador Franco Núñez
- Vicerrector Región Oriente (e Insular): Cnel. Luis David Maldonado Delgado
- Vicerrector Región Guayana: Tcnel Lex Dulio Almeida Alvarado
- Vicerrectora Región Los Andes: Abg. Raiza Briceño Camacho